# MC Eiht
Aaron Tyler (Compton, 1971. május 22. –), művésznevén MC Eiht amerikai rapper és színész. Comptonban született és nőtt fel, munkásságának számos dala foglalkozik ezzel a témával. A Compton’s Most Wanted rapcsapat de facto vezetője. Színészként látható volt a Veszélyes elemek című filmben, valamint ő kölcsönözte a kultikussá vált karakter, Ryder hangját a Grand Theft Auto: San Andreas videójátékban.

## Diszkográfia

### Stúdióalbumok
- We Come Strapped (1994)
- Death Threatz (1996)
- Last Man Standing (1997)
- Section 8 (1999)
- N’ My Neighborhood (2000)
- Tha8t’z Gangsta (2001)
- Hood Arrest (2003)
- Veterans Day (2004)
- Affiliated (2006)
- Which Way Iz West (2017)
- Official (2020)
- Lessons (2020)
- Revolution in Progress (2022)